# 130º Regimento de Infantaria "Perugia"
O 130º Regimento de Infantaria "Perugia" (em italiano:  130° Reggimento Fanteria "Perugia") é uma unidade inativa do Exército italiano baseada na ilha de Pantelleria. O regimento recebeu o nome da cidade de Perugia e parte do braço de infantaria do exército italiano.
O regimento foi formado em preparação para a entrada da Itália na Primeira Guerra Mundial. Durante a guerra, o regimento lutou na frente italiana e foi dissolvido assim que a guerra terminou. O regimento foi reformado em agosto de 1941 para servir na Segunda Guerra Mundial e designado para a 151ª Divisão de Infantaria "Perugia". A divisão Perugia foi enviada como força de ocupação para a Iugoslávia, onde a divisão foi informada do Armistício de Cassibile em 8 de setembro de 1943. A divisão resistiu à invasão das forças alemãs e guerrilheiros albaneses e tentou chegar à costa na esperança de poder embarcar para a Itália. Parte do regimento chegou ao porto de Vlorë, mas o regimento foi forçado a se render aos alemães em 20 de setembro de 1943. Em 1º de janeiro de 1976, o regimento foi reformado como uma unidade motorizada do tamanho de um batalhão. Em 1991 o regimento foi reformado, mas com a redução de forças após a Guerra Fria o regimento foi dissolvido em 1996.

## História

### Formação
Em 1 de março de 1915, o 130º Regimento de Infantaria (Brigada "Perugia") foi formado em Roma pelo depósito regimental do 81º Regimento de Infantaria (Brigada "Torino"). Na mesma data, o 129º Regimento de Infantaria (Brigada "Perugia") e o comando da Brigada "Perugia" foram formados em Perugia pelo depósito regimental do 51º Regimento de Infantaria (Brigada "Alpi"). A brigada consistia em pessoal recrutado na Úmbria e no Lazio . Ambos os regimentos consistiam em três batalhões, cada um com quatro companhias de fuzileiros e uma seção de metralhadoras.

### Primeira Guerra Mundial
Durante a Primeira Guerra Mundial, a Brigada "Perugia" lutou na frente italiana : em julho de 1915 em Lucinico perto de Gorizia e depois em novembro e dezembro durante a Quarta Batalha do Isonzo nas encostas do Monte San Michele no planalto Karst. Em junho de 1916, a brigada foi transferida como reforço para o planalto das Sete Comunas, onde o Exército Austro-Húngaro havia desencadeado a Batalha de Asiago em 15 de maio. A brigada lutou pelo controle do Monte Lemerle e depois em julho pelo Monte Zebio. Em maio e junho de 1917 a brigada participou da Décima Batalha do Isonzo na área de Kostanjevica na Krasu, e em novembro do mesmo ano a brigada lutou nas encostas Meletta di Gallio e em dezembro pelo Monte Castelgomberto. Em junho de 1918 a brigada defendeu Ponte di Piave durante a Segunda Batalha do Rio Piave. Por sua conduta durante a guerra, os dois regimentos da brigada receberam, cada um, uma Medalha de Prata de Valor Militar. Após a guerra, a brigada e seus dois regimentos foram dissolvidos em 31 de janeiro de 1920.

### Segunda Guerra Mundial
Após a entrada da Itália na Segunda Guerra Mundial, os dois regimentos da Brigada "Perugia" foram reformados pelos depósitos regimentais da 22ª Divisão de Infantaria "Cacciatori delle Alpi" : em 12 de agosto de 1941, o 129º Regimento de Infantaria "Perugia" foi reformado em Perugia pelo depósito do 51º Regimento de Infantaria "Cacciatori delle Alpi", enquanto o 130º Regimento de Infantaria "Perugia" foi reformado em Spoleto em 14 de agosto de 1941 pelo depósito do 52º Regimento de Infantaria "Cacciatori delle Alpi". Os dois regimentos foram designados em 25 de agosto do mesmo ano para a 151ª Divisão de Infantaria "Perugia", que também incluía o recém-formado 151º Regimento de Artilharia "Perugia", formado pelo 1º Regimento de Artilharia "Cacciatori delle Alpi" em Foligno. Os dois regimentos de infantaria consistiam em um comando, uma companhia de comando, três batalhões de fuzileiros, uma companhia de canhões equipada com canhões antitanque 47/32 e uma companhia de morteiros equipada com 81mm Mod. 35 morteiros.
A divisão foi enviada para a Iugoslávia em serviço de ocupação, onde permaneceu até o Armistício de Cassibile ser anunciado em 8 de setembro de 1943, após o qual a divisão foi atacada por forças alemãs e guerrilheiros albaneses. O comandante do Perugia ordenou que suas tropas se deslocassem para a costa e embarcassem para a Itália. Os remanescentes do 130º Regimento de Infantaria "Perugia" abriram caminho até o porto de Vlorë e estabeleceram um perímetro defensivo, que conseguiu resistir aos ataques alemães até 20 de setembro de 1943. Os remanescentes do 129º Regimento de Infantaria "Perugia", juntamente com o comando da divisão, chegaram ao porto de Sarandë, onde os alemães sitiaram os italianos. Aproximadamente 1.000 homens poderiam ser enviados de volta para a Itália com os navios no porto. Nenhuma ajuda da Itália ou dos Aliados chegou e, portanto, entre 3 e 5 de outubro, a 1ª Divisão de Montanha alemã invadiu a maioria das posições do Perugia e imediatamente executou todos os oficiais e suboficiais capturados.

### Guerra Fria
Durante a reforma do exército de 1975, o exército dissolveu o nível regimental e novos batalhões independentes receberam pela primeira vez suas próprias bandeiras. Em 1º de janeiro de 1976, o II Batalhão do 17º Regimento de Infantaria "Acqui" em Spoleto foi renomeado para 130º Batalhão de Infantaria Motorizado "Perugia" e recebeu a bandeira e as tradições do 130º Regimento de Infantaria "Perugia". O batalhão estava lotado na Brigada Motorizada “Acqui” e era composto por um Comando, uma Companhia de Comando e Serviços, três Companhias Motorizadas e uma Companhia de Morteiros Pesados equipada com rebocados 120mm Mod. 63 morteiros.

### Recentemente
Em 1991, após o fim da Guerra Fria, o Exército Italiano dispersou grande parte de suas unidades mecanizadas no norte da Itália e transferiu seus equipamentos para o Acqui, que passou a ser uma formação mecanizada. O batalhão era agora composto por um comando, uma companhia de comando e serviços, três companhias mecanizadas equipadas com veículos blindados M113 e uma companhia de morteiros equipada com morteiros M106 com calibre 120mm Mod. 63 morteiros. Em 3 de setembro de 1991, o 130º Batalhão de Infantaria Mecanizada "Perugia" perdeu sua autonomia e no dia seguinte o batalhão ingressou no reformado 130º Regimento de Infantaria Mecanizada "Perugia". Em 1º de janeiro de 1993, o regimento foi renomeado para 130º Regimento de Infantaria "Perugia".
Em 15 de maio de 1996 o regimento foi transferido da Brigada Mecanizada "Granatieri di Sardegna", mas já em 30 de junho do mesmo ano o regimento foi dissolvido. Em 3 de julho de 1996, a bandeira do regimento foi transferida para o Santuário das Bandeiras no Vittoriano em Roma.